# 삼청교육대
삼청교육대(三淸敎育隊)는 전두환 대통령의 계엄포고에 의하여 내각을 조종·통제하기 위해 설치한 국가보위비상대책위원회에서 1980년 8월 4일 사회악일소특별조치 및 계엄포고령 제19호에 의한 삼청5호계획에 따라 설치된 군대식 정치범 수용소를 뜻한다. 각지역 육군부대 중에서 실시했으며 21사단, 3사단, 12사단, 17사단 등의 부대 및 간혹 유치장이나 노역장에서 실시하기도 했다.
사회악일소특별조치는 당시 전국을 휩쓸고 있던 양은이파, 서방파, OB파 등 3대 깡패 조직과 일반 깡패 등을 제거하여, 민심을 얻으려는 정권 차원의 조치였다. 그러나 당시에는 우생학적 분위기도 있어서 약자들도 많이 희생당했다.
하지만, 해당 조치에 의해 연행된 대상자에는 깡패와 폭력조직원 외에 학생도 포함되어 있었으며, 전체 피검자의 3분의 1 이상이 무고한 일반인인데도 인원수를 맞추려고 억울하게 잡혀간 사람들도 있었다. 일반적으로, 그 설치 목적과는 달리, 시행과정에서 일부 무고한 시민에 대한 정부의 조직적인 폭력 및 인권유린이 이뤄진 대표적 사례로 여겨진다. 교육훈련생들은 극강한 훈련과 가옥행위로 지옥같은 고통을 경험했다.

## 대상
이 작전은 대외비로 진행되어 구 전과자 및 폭력배의 목록을 미리 조사한 뒤 진행됐다. 첫 목표는 20,022명으로 정해졌으나, 파출소, 경찰서들 사이의 경쟁이 붙어 후에는 무고한데도 검거가 진행됐다. 군·경 합동으로 영장 없이 검거된 시민들의 수는 60,000명을 넘었다.
이후 검거된 사람들은 A, B, C, D의 네 등급으로 나누는 "심사" 과정을 거쳤으나, 심사 과정에서 검거된 당사자의 의견이 반영될 곳은 없었으며, 다음과 같이 분류, 조치되었다. 이중 B, C급에 해당되는 사람들이 삼청교육대의 주 대상이었다.
- A급 : 폭력배 또는 불량배/깡패의 수괴 및 간부, 폭력배 또는 불량배/깡패의 조무래기, 상습폭력, 실형 2범이상, 흉기 소지, 강도, 절도, 밀수, 마약현행범.
  - 군사 재판
- B급 : 기타 정치/경제 폭력배 또는 불량배, 상습도박, 사기꾼, 계획 폭력, 불량 서클, 강도, 절도, 밀수, 마약, 재범 위험 등이 있는 전과자.
  - 삼청교육대 4주간 순화교육+근로봉사
- C급 : 폭력 사실이 경미하고 우발적, B급 중 정상이 참작된 자.
  - 삼청교육대 4주간 순화교육
- D급 : 초범, 사안이 경미한 정상적인 학생 및 소년, 직업과 주소지가 일정해 개선 가능성이 뚜렷한 자.
  - 훈방 조치

그러나 이는 서류상에 명시되어 있는 내용일 뿐이며 실제로는 불시검문시 신분증을 미지참했다는 이유만으로 B급으로 분류되어 삼청교육대로 검거되기도 했다. 전두환을 비방한 자는 가차없이 삼청교육대로 끌려갔다.
국방부가 1982년에 펴낸 <계엄사>에 따르면, 삼청교육대로 끌려간 사람들 가운데 대학 졸업자 가 1.6%인 반면 초등학교 졸업자는 48.6%에 이른 것으로 나타났다. 또한 5차례 이상의 전과가 있는 사람은 8.2%인데 반해, 초범은 22.3%이며 전과가 없는 사람은 35.9%에 달한 것으로 나타났다.

## 삼청교육대 운용
경찰에서 인계된 39,786명이 군에 인계될 무렵에는 39,742명으로, 44명이 이미 사라져 있었다.
삼청교육대는 본래 4주간의 순화교육 프로그램일 뿐이었다. 입소 초기에는 장교들과 장군들이 "4주 후에 보내준다", "훈련 잘 받으면 일찍 간다" 등의 말로 안심시키며, 동시에 '시범 케이스'로 무작위로 골라낸 훈련생들에게 가혹행위를 일삼았다. 약속한 4주가 지나도 훈련생들은 풀려가지 못했으며 훈련 및 가옥행위 강도 또한 꽤나 높았다. 목봉 체조는 덤이었다.
B급 10,016명은 이후 20여개 부대에 분산 수용되어 "근로봉사", 즉 노역에 동원됐다. 이 근로봉사는 훈련생들이 자원한 것으로 돼 있었으나, 실제로는 군인들의 강요에 자원서를 강제로 쓰게 된 것이었다.
1981년 1월 24일 24시부로 비상계엄은 해제됐지만 그중 7,478명은 1~5년 사이의 "보호감호처분"을 받아 계속 강제 노역에 동원됐다.

## 피해 및 보상
1982년 대한민국 국방부의 공식 발표에 따르면 총 사망자는 54명으로 질병 36명, 구타 10명, 총기사고 3명, 안전사고 2명, 자살 2명, 미상 1명이다. 사병 가운데서는 폐염증, 폐렴 9명, 급성심부전증 7명, 기도폐쇄 4명, 복막염 3명, 간경화증 3명, 뇌출혈 2명, 그리고 뇌암, 궤양성대장염, 기흉, 장폐색, 패혈증, 폐결핵, 심내막염 및 전색증, 만성심부전증, 장관내출혈이 각각 1명이다.
노태우 정부 당시 피해사례 접수를 시작했을 때 접수된 추가건수에 따르면, 군부대내 사망 54명, 후유증 사망 397명, 부상 및 상해 2786명의 추가 피해자가 있었다. 노태우정부는 이에 대한 보상 및 명예회복을 약속했으나 지켜지지 않았다. 피해자들이 국가를 상대로 내건 단체 소송은 "시효가 지났다"라는 이유로 기각됐다. 2003년 12월 29일 <삼청교육피해자의명예회복및보상에관한법률>이 16대 국회에서 재적의원 206명 중, 반대 2표, 기권 11표, 찬성 193표로 통과됐다. 2004년 1월 29일 노무현 대통령의 결재를 받아 관보에 실리면서 공식적으로 제정됐다.
삼청교육대에 끌려간 강제노동과 구타에 시달린 끝에 탈출을 시도하다 붙잡힌 후, 계엄법 위반 유죄 판결과 함께 1년간 옥고를 치렀던 한일영씨는 2015년 재심을 청구한 뒤, 기각과 항고 끝에 2018년 대법원으로부터 "삼청교육대 설치 근거가 된 계엄포고 제13호가 헌법과 법률상 요건을 갖추지 못했고 국민의 기본권을 침해해 무효"라며 재심 사유가 있다고 원심 결정을 확정했다.
그리고 약 40년 만인 2020년 서울중앙지법으로부터 무죄를 선고받았다.
재판부는 "과거 국가에 의해 헌법 질서가 유린되던 암울한 시기에 억울하게 복역했다"며 한씨에게 사과했고, 선고에 앞서 검찰도 무죄를 구형했다.
부산지법도 삼청교육대 순화교육을 거부한 혐의로 징역 1년이 선고됐던 67세 남성에게 재심에서 2020년 4월 무죄를 선고했다.

## 대중문화

### 드라마
- 빛과 그림자 (MBC)
- 자이언트 (SBS)
- 에덴의 동쪽 (MBC)
- 제5공화국 (MBC)
- 모래시계 (SBS)

### 영화
- 나비 - (2003년 "베니스 영화제 비평가 주간 초청작")

## 같이 보기
- 부산 형제복지원 사건
- 쿠데타
- 5·18 광주 민주화 운동